# Francisco Milans del Bosch
Francisco Milans del Bosch (1769 – 1834) è stato un generale spagnolo.

## Biografia
Entrò nell'esercito spagnolo come cadetto. Nel febbraio 1793 diventa un alférez e partecipa alla Guerra del Rossiglione sotto il generale Antonio Ricardos, contro i francesi. Divenne tenente alférez a maggio e fu ferito nella battaglia di San Lorenzo de la Muga nel novembre 1794. Diventò luogotenente nel 1796.
Successivamente, partecipò alla Guerra d'indipendenza spagnola del 1807-1814, comandando le truppe leggere di montagna irregolari catalane e valenciane, i Migueletes, in Catalogna. Dopo l'indipendenza dell'Iberia e il ritorno di una monarchia assoluta sotto Ferdinando VII, Milans del Bosch è dalla parte dei liberali.
Nel 1817, Milans del Bosch e il generale Luis de Lacy organizzarono un pronunciamento, che differisce da un tipico colpo di stato nella sua aperta dichiarazione di opposizione a un governo in carica. Il generale Lacy fu prontamente arrestato e condannato a morte, costringendo Milans del Bosch a fuggire. Fece diversi tentativi successivi di cacciare il governo spagnolo dal suo nascondiglio nei Pirenei orientali, prima di essere arrestato dalle autorità francesi a Laroque-des-Albères il 3 giugno 1829, vicino al confine spagnolo. Ha lanciato una ribellione finale in Empordà nel 1830, ma non è riuscito nell'intento.
Il nipote di Milans del Bosch, Joaquín Milans del Bosch, divenne un ufficiale di alto rango dell'esercito spagnolo.